# Daniel Schleyermacher
Daniel Schleyermacher, auch Schleyermacherus oder Schleiermacher (* 1697 in Gemünden, Oberhessen; † 1765 oder kurz danach), war Pastor in Elberfeld und Ronsdorf sowie Mitstifter der Sekte der Zioniten in Ronsdorf.

## Leben
Daniel Schleyermachers Vater Heinrich (* 1667) war wahrscheinlich Landwirt, andere Quellen nennen ihn als Ratsschöffen, Stadtschreiber und Senior der Gemeinde Gemünden. Daniel studierte Theologie in Hamburg, in Bremen bei Friedrich Adolf Lampe und in Franeker. 1721 wurde er Hofprediger bei dem Fürsten Victor Amadeus Adolf zu Schaumburg in Nassau, fiel dort aber in Ungnade und wurde nach zweijähriger Tätigkeit entlassen. Danach wurde er zum Pastor in Oberkassel gewählt. Dank seines Rufes als Kanzelredner wurde er 1729 an die damals größte und angesehenste reformierte Gemeinde nach Elberfeld im Herzogtum Berg gewählt. Die geistigen Interessen bewegten sich dort damals fast ausschließlich um Kirche, Predigt und häuslichen Gottesdienst. Die Bevölkerung dieser Glaubensrichtung war von Politik weitgehend ausgeschlossen, da der katholische Staat keine evangelischen Beamten anstellte. Der gelehrte Stand war lediglich durch Prediger und durch Lehrer der Lateinschule repräsentiert. Der Bürgerstand vertrat in religiöser Hinsicht im Wesentlichen zwei verschiedene Richtungen:
- die orthodox-reformierte Gemeinde, die sich in den Traditionen des 17. Jahrhunderts bewegte,
- die zinzendorfisch-herrnhutische (philadelphische) Gemeinde, die außer der kirchlichen Erbauung auch eine innige religiöse Gemeinschaft suchte.

In Elberfeld war die philadelphische Richtung durch Erweckungsprediger wie Ernst Christoph Hochmann von Hochenau gefördert worden und bewegte sich bereits in schwärmerischen und exzentrischen Bahnen, als Schleyermacher sein Amt antrat. Sein Ansehen stieg, da er sich anfänglich von der Schwärmerei distanziert zu haben scheint. So wurde er von der Bergischen Synode zu ihrem Assessor und bald darauf zum Präses (1732 und 1733) gewählt. Allerdings war er bereits am 11. September 1732 unter dem biblischen Namen Jedidja (des Herrn Geliebter, siehe 2 Sam 12,25 ) in einen Philadelphischen Geheimbund nach Ablegen eines Eides zur Bewahrung des Geheimnisses aufgenommen worden. Diesen Schritt hatte Schleyermacher nach längerem Bedenken getan, nachdem ihn ein ebenfalls dem Bund angehöriger Prediger während einer Krankheit mit biblisch-prophetischen Drohungen konfrontiert hatte. Der schwärmerisch-apokalyptische Bund wurde von Elias Eller zusammen mit der Prophetin Anna Catharina vom Büchel geführt. Eller hatte durch seine phantasiereichen Auslegungen der Bibel in Erbauungsstunden eine starke geistliche Autorität unter seinen Gesinnungsgenossen. Seine spätere zweite Ehefrau vom Büchel hatte Verzückungen und visionäre Einsprachen, die als göttliche Offenbarungen betrachtet wurden und in ihrer Niederschrift in der sogenannten Ronsdorfer Hirtentasche (vgl. Jalkut) aufbewahrt wurden. So prophezeite sie, dass sie und Elias Eller das neue Zion aufbauen würden und dass ihnen ein Sohn geboren werde, der als neuer Messias die Welt beherrschen würde (siehe auch Offb 12,5 ).
Der Sekte traten bald angesehene Kaufleute und begabte Prediger in einem Ausmaß bei, dass Eller mit seiner Gemeinde die Stadt Elberfeld, wo doch immer mit Vorsicht und Zurückhaltung aufgetreten werden musste, Exodus-artig verließ, um auf seinen heimatlichen Bauernhöfen in Ronsdorf eine eigene Stadt zu gründen. Sowohl die pfälzische Regierung wie auch Friedrich der Große wurden für den Plan gewonnen. Schleyermacher wurde 1741 Pastor der Gemeinde, nachdem er in Elberfeld von seinen kirchlichen Vorgesetzten mit ehrenden Zeugnissen entlassen worden war. Mit steigender Anhängerzahl erhielt die Gemeinde 1745 das Stadtrecht. Eller wurde Bürgermeister mit richterlichen Befugnissen der weltlichen und geistlichen Gewalt. Mit seiner speziellen Auslegung der reformierten Erwählungslehre (Prädestination) verließ Eller mit seiner radikal-pietistischen Sekte eindeutig die Grenzen reformierter Lehre. Die Zioniten waren auch unter den Bezeichnungen Ellersche Rotte, Philadelphische Sozietät oder Ronsdorfer Sekte bekannt.
In den folgenden Jahren spaltete sich mit Schleyermacher eine an der Echtheit der Offenbarungen zweifelnde größere Gruppe von der Gemeinschaft ab, und Schleyermacher wurde in der Folge von der Gemeinde ausgeschlossen. 1745 wurde Pfarrer Peter Wülffing aus Solingen, ein Anhänger Ellers, als Prediger gewählt. Nach Ellers Tod 1750 trat sein Stiefsohn Bolckhaus allein an die Spitze der Sekte, und die schon früher als Prophetin aufgetretene Tochter Ellers, Sarah, versuchte in ihren göttlichen Aussprachen Bolckhaus und Wülffing im Kampf gegen Schleyermacher und die Zweifler zu stärken. Durch Verleumdungen und Bestechung wurde eine Untersuchung wegen Gotteslästerung, Hexerei und Majestätsverbrechen angeordnet, in deren Verlauf am 24. April 1750 ein Kommando von 160 Soldaten zur Verhaftung Schleyermachers nach Elberfeld abgesandt wurde. Dieser konnte jedoch zu seiner in Arnheim/Holland verheirateten Schwester fliehen.

Im selben Jahr verfasste Schleyermacher seine Apologie, in der er sein intimes Verhältnis zu dem Ehepaar Anna und Elias Eller verschleierte. Am Schluss bemerkte er: 

„Ich lebe als ein armer Flüchtling in der Welt, verstoßen aus meinem Amt, ich habe Haus und Hof müssen verlassen, mein Hab und Gut ist meinen Feinden zum Raub geworden, und Fremde sättigen sich von meinem Vermögen, ich muß in meinen alten Tagen aus meinem Vaterland fliehen und mich mit Thränen scheiden von Freunden und Verwandten, von Weib und Kindern; ich bin voll von Schmerzen und finde kaum eine bleibende Stätte; täglich schmähen mich meine Feinde, sie stellen meinem Gang Netze und drücken meine Seele nieder.“

In tiefer Reue über seine Verirrungen soll Schleyermacher auch Kirchenbuße getan haben. Ein großer Teil der Ronsdorfer Gemeinde blieb ihrem ehemaligen Seelsorger auch im Exil gewogen und wollte ihn sogar 1765 wieder zu ihrem Prediger berufen. Danach verläuft sich seine Spur; es wird vermutet, dass er bald darauf verstarb.

## Nachkommen
Schleyermachers Sohn Gottlieb wurde 1741 als Theologiestudent in der Matrikeln der Duisburger Universität erwähnt, später kam er als reformierter Feldprediger nach Breslau, wo ihm 1768 der Sohn Friedrich Daniel Ernst Schleiermacher geboren wurde. Der zweite Vorname sollte an seinen Großvater erinnern.